# Municipio de Chapicuy
El municipio de Chapicuy es uno de los siete municipios del departamento de Paysandú, Uruguay. Tiene su sede en la localidad homónima.

## Ubicación
El municipio se encuentra localizado en la zona noroeste del departamento de Paysandú, limitando al norte con el departamento de Salto, y al oeste con la República Argentina.

## Creación
El municipio fue creado el 21 de marzo de 2013, tras haber sido aprobado por la Junta Departamental de Paysandú el Decreto Departamental N.º 6809/2013. La iniciativa fue expuesta por la Intendencia de Paysandú, sobre la base de las leyes 18567 y su modificativa 18644 de Descentralización Política y Participación Ciudadana, que permite la creación de municipios como un régimen de gobiernos locales. A este municipio corresponden los distritos electorales KID y KIE del departamento de Paysandú.

## Territorio y población
Al momento de su creación los límites del municipio fueron establecidos de acuerdo al Decreto Departamental N.º 6809/2013, los mismos correspondían a los límites determinados para la antigua Junta Local de Chapicuy a través del Decreto Departamental N.º 4315/03. Sin embargo el Decreto Departamental N.º 7170/2015 modificó los mismos de acuerdo a los límites de las circuscripciones electorales que conforman el municipio, siendo los mismos: al norte, el río Daymán, desde el río Uruguay, hasta el arroyo Tomás Paz; al este, bajando por el arroyo Tomás Paz, desde el río Daymán hasta línea recta imaginaria que une el arroyo Tomás Paz con el arroyo del Sauce; al sur, el arroyo Guaviyú, desde su desembocadura en el río Uruguay, hasta su confluencia con el arroyo del Sauce, y por éste, hasta su naciente y desde allí línea recta imaginaria con punto de corte en el arroyo Tomás Paz (eje suroeste noreste); y al oeste, por el río Uruguay desde la desembocadura del río Daymán hasta la desembocadura del arroyo Guaviyú.
El territorio correspondiente a este municipio comprende un área total de 1043.6 km², y alberga una población de 1382 habitantes de acuerdo a datos del censo del año 2011, lo que implica una densidad de población de 1.3 hab/km².
Forman parte del municipio las siguientes localidades:
- Chapicuy
- Bella Vista
- Termas del Guaviyú

## Autoridades
La autoridad del municipio es el Concejo Municipal, compuesto por el Alcalde y cuatro Concejales.
Alcaldes según período:
| Nº | Alcalde                           | Partido             | Inicio del mandato      | Fin del mandato         | Observaciones   | Concejales                                                                                     |
| -- | --------------------------------- | ------------------- | ----------------------- | ----------------------- | --------------- | ---------------------------------------------------------------------------------------------- |
| 1  | Ángel Eduardo Seballos Donnini    | Partido Nacional PN | 9 de julio de 2015      | 26 de noviembre de 2020 | Alcalde elegido | Nelson Courdin (PN) Flavia Bueno (PN) José Eduardo López Landarin (PN) Juan José Figueroa (FA) |
| 2  | Milton Eduardo Laurencena Almirón | Partido Nacional PN | 27 de noviembre de 2020 | 2025                    | Alcalde elegido | Eduardo Seballos (PN) Nelson Courdin (PN) Analía Fernández (PN) Enri Müller (PN)               |